# Steve Bossé
Steve Bossé, né le 29 juillet 1981 à Saint-Jean-sur-Richelieu, est un combattant d'arts martiaux mixtes de l'UFC. Il a également effectué une carrière de joueur de hockey sur glace professionnel en ligues mineures.

## Biographie
Il a fait sa marque en devenant l'homme-fort no  1 de la Ligue nord-américaine de hockey. Il a commencé sa formation en arts martiaux mixtes avec Mark Colangelo (ceinture mauve en brésilien Jiu-Jitsu Renzo Gracie) et Stéphane Dubé. « Je prends chaque minute de la formation, j'aime ça ! ». Steve Bossé a dit : « Il est important pour moi de prouver à tous que je suis sérieux avec ma carrière dans les arts martiaux mixtes. Je suis dédié à 100 % et je veux devenir un champion ». Surnommé « The Boss », il a fait son premier combat professionnel au sein de l'organisation TKO le 1er juin 2007 au Centre Bell de Montréal contre David Fraser.

## MMA

### Fiche MMA
| Date              | Résultat        | Adversaire         | événement                       | Méthode                      | Ronde | Temps |
| 18 juin 2016      | Victoire        | Sean O'Connell     | UFC Fight Night 89              | Décision (Unanimité)         | 3     | 5:00  |
| 19 mars 2016      | Victoire        | James Te Huna      | UFC Fight Night 85              | KO (Coup de poing)           | 1     | 0:52  |
| 27 juin 2015      | Défaite         | Thiago Santos      | UFC Fight Night 70              | KO (Coup de pied)            | 1     | 0:29  |
| 19 juin 2010      | Victoire        | Mychal Clark       | W-1 MMA 5 - Judgment Day        | TKO (Coup de poing)          | 1     | 4:29  |
| 27 février 2010   | Victoire        | Marvin Eastman     | MFL 2: Battleground             | Décision (Unanimité)         | 3     | 5:00  |
| 19 septembre 2009 | Victoire        | Craig Brown        | Ring Side - Battle for the belt | TKO (Coup de poing)          | 1     | 2:45  |
| 30 mai 2009       | Victoire        | Yan Pellerin       | Ring Side - The Comeback        | TKO (Coup de poing)          | 1     | 0:45  |
| 19 septembre 2009 | Pas de décision | James Thompson     | Strike Box: Titans Fighting     | NC (Obstruction d'un fan)    | 1     | N/A   |
| 3 octobre 2008    | Victoire        | Sébastien Gauthier | TKO 35 Quenneville VS Hioki     | TKO (Coup de poing)          | 1     | 3:59  |
| 7 juin 2008       | Victoire        | Wes Sims           | TKO 34 Sims VS Bosse            | Soumission (clé de cheville) | 1     | 3:05  |
| 14 décembre 2007  | Défaite         | Icho Larenas       | TKO 31 Young Guns               | TKO (Coup de Poing)          | 3     | 2:31  |
| 28 septembre 2007 | Victoire        | Jody Burke         | TKO 30 - Apocalypse             | TKO (Coup de poing)          | 1     | 1:20  |
| 1er juin 2007     | Victoire        | David Fraser       | TKO 29 - Repercussion           | TKO (Coup de poing)          | 1     | 2:02  |

### Musiques d'entrée
- Pharoahe Monch - Simon Says
- The Contender

## Hockey sur glace

### Statistiques
| Saison    | Équipe                                    | Ligue  |    | Saison régulière | Saison régulière | Saison régulière | Saison régulière | Saison régulière |   | Séries éliminatoires | Séries éliminatoires | Séries éliminatoires | Séries éliminatoires | Séries éliminatoires |
| Saison    | Équipe                                    | Ligue  | PJ | B                | A                | Pts              | Pun              | PJ               | B | A                    | Pts                  | Pun                  |                      |                      |
| 2003-2004 | Dragons de Verdun                         | LHSMQ  | 42 | 2                | 1                | 3                | 281              | 5                | 0 | 0                    | 0                    | 6                    |                      |                      |
| 2004-2005 | Dragons de Verdun                         | LNAH   | 38 | 0                | 1                | 1                | 222              | 5                | 0 | 0                    | 0                    | 27                   |                      |                      |
| 2005-2006 | Dragons de Verdun                         | LNAH   | 22 | 0                | 2                | 2                | 171              | 3                | 0 | 0                    | 0                    | 5                    |                      |                      |
| 2005-2006 | Aigles de Saint-Jean                      | LHSPAA | 19 | 1                | 2                | 3                | 169              | -                | - | -                    | -                    | -                    |                      |                      |
| 2006-2007 | Summum-Chiefs de Saint-Jean-sur-Richelieu | LNAH   | 27 | 0                | 0                | 0                | 253              | 13               | 1 | 0                    | 1                    | 94                   |                      |                      |
| 2007-2008 | Summum-Chiefs de Saint-Jean-sur-Richelieu | LNAH   | 13 | 0                | 0                | 0                | 71               | 4                | 0 | 0                    | 0                    | 20                   |                      |                      |
| 2008-2009 | 98.3 FM de Saguenay                       | LNAH   | 8  | 0                | 0                | 0                | 44               | -                | - | -                    | -                    | -                    |                      |                      |

### Trophées et honneurs personnels
- Ligue Nord-Américaine de Hockey
  - 2003-2004 : gagne la Coupe Futura avec les Dragons de Verdun.
  - 2006-2007 : gagne la Coupe Futura avec les Summum-Chiefs de Saint-Jean-sur-Richelieu.